# 春山 (順承郡王)
宗室春山（1800年6月2日—1854年5月8日，嘉慶五年閏四月初十日丑時—咸豐四年四月十二日戌時），正紅旗滿洲人，遠支宗室正紅旗第一族溥字輩，順承郡王倫柱第四子，慶恩之父，清朝大臣、將領。封爵第十三任世襲罔替順承郡王，官至宗人府右宗正、八旗都統、內大臣，薨諡勤。

## 生平
道光元年十二月（1821年），考封三等鎮國將軍，授侍衛處二等侍衛。
三年（1823年）七月初五日，襲封順承郡王。
五年（1825年）八月十二日，奉派祭祀月壇。
六年（1826年）三月，先農壇耕耤禮，春山與睿親王端恩、慶郡王綿慜各五推。
八年（1828年）三月，先農壇耕耤禮，春山與肅親王敬敏、定親王奕紹各五推。八月，奉派祭祀月壇。同月派充管理鑲白旗覺羅學事務。
九年（1829年）九月，道光帝東巡盛京謁陵，追念開國諸王功績，賞順承郡王戴三眼花翎。
十年（1830年）八月，奉派祭祀月壇。
十三年（1833年）三月，奉派赴城隍廟祭謝降雨。七月，獲道光帝賞借支俸銀五萬兩修理祖墳。同月，充冊諡孝慎成皇后副使。
十五年（1835年）七月初三日，授正藍旗漢軍都統。
十七年（1837年）三月，先農壇耕耤禮，春山與禮親王全齡、莊親王奕𧷨各五推。
十八年（1838年）三月，先農壇耕耤禮，春山與禮親王全齡、怡親王載垣各五推。閏四月二十四日，因之前擅自致函姊妹之夫喀喇沁塔布囊德里克桑布換戴三品頂戴，且回奏時拒不承認，遭交宗人府嚴加議處，二十六日，宗人府議定應革去王爵，道光帝諭從寬革去都統並罰郡王俸五年。
二十年（1840年）正月初八日，授鑲黃旗漢軍都統。二月，奉派祭祀日壇。
二十一年（1841年）三月，先農壇耕耤禮，春山與禮親王全齡、成郡王載銳各五推。
二十四年（1844年）二月，兼署正紅旗漢軍都統。
二十五年（1845年）二月二十二日，兼授宗人府左宗人。
二十六年（1846年）三月二十二日，署理正白旗領侍衛內大臣。九月二十一日，署理正黃旗漢軍都統。同月，春山奏請將八旗漢軍軍砲局存放的二十四位九節十成砲輪流演放，獲准。
二十七年（1847年）二月，因一名宗人府監禁之宗室人犯自縊身亡，道光帝認為堂官失察，春山與載銓、仁壽、綿偲、春山、綿岫皆遭交部議處。八月十九日，兼署鑲藍旗漢軍都統。十一月，兼充管理值年火藥局大臣。
二十八年（1848年）五月初六日，署理正白旗領侍衛內大臣。
十一月十三日，升補宗人府右宗正。
二十九年（1849年）正月二十三日，兼署鑲白旗滿洲都統。
三十年（1850年）五月二十七日，授內大臣。九月十八日，咸豐帝親送宣宗梓宫奉移慕陵，命春山與肅親王敬敏、大學士卓秉恬、尚書賽尚阿、阿勒清阿留京辦事。十月二十日，兼署鑲黃旗滿洲都統。十一月，因鄭親王端華丁憂，奉派代替赴慕陵住班守護。
咸豐元年（1851年）正月初三日，署理正白旗滿洲都統。六月，偕同吏部尚書柏葰兼充閱兵大臣。九月初六日，署管理欽天監事務大臣，並暫署正黃旗領侍衛內大臣。
二年（1852年）二月初五日，咸豐帝因祭祀社稷壇前齋戒三日，奉派與大學士卓秉恬、尚書禧恩、吉倫泰、都統祿普留京辦事。三月，奉派前往孝德皇后殯宮行二十七月祭禮。
三年（1853年）二月，奏報查明八旗漢軍砲營有廢銅砲十六位並開列清單，咸豐帝諭各旗都統分別統計每年演習與久未演放銅砲、鐵砲數量。三月，覆奏演習施放大砲情形，咸豐帝諭除了有損傷不能施放者外，管理火器營事務大臣應將因砲身過重或有鏽蝕而未演放的砲位修整更新、將西洋大砲一門施放方法及砲車維護研議具奏。九月，兼充查城大臣。八月二十八日，署理正白旗領侍衛內大臣。
四年（1854年）四月十二日，薨，年五十五歲。咸豐帝命莊親王奕仁帶領侍衛十員奠茶酒，賜祭葬，賜諡勤。

## 家庭及關聯
- 十世祖父：清太祖（1559年—1629年）。
- 十世祖母：清太祖元妃佟佳氏（1560年—1592年）。
- 九世祖父：禮烈親王代善（1583年—1648年），清太祖皇次子，功封禮親王，諡烈。
- 九世祖母：葉赫那拉氏，葉赫西城貝勒布寨之女，代善繼福晉。
- 八世祖父：穎毅親王薩哈璘（1604年—1636年），功封貝勒，管理禮部，追封穎親王，諡毅。
- 八世祖母：烏拉那拉氏，烏拉貝勒布占泰之女，薩哈璘嫡福晉。
- 七世祖父：順承恭惠郡王勒克德渾（1629年—1652年），薩哈璘次子，功封順承郡王，管理刑部，諡恭惠。
- 七世祖母：噶爾扎氏，公爵祜里泰之女，勒克德渾側福晉。
- 六世祖父：順承忠郡王諾羅布（1650年—1717年），勒克德渾三子，襲封順承郡王，官至杭州將軍，諡忠。
- 六世祖母：石氏，石達之女，諾羅布側福晉。
- 五世祖父：郡王品級錫保（1688年—1742年），諾羅布四子，封順承親王，官至正黃旗蒙古都統、左宗人、靖邊大將軍，因事革爵。
- 五世祖母：舒舒覺羅氏，三等侯偏圖之女，錫保嫡福晉。
- 高祖父：順承恪郡王熙良（1705年—1744年），錫保長子，襲封順承郡王，官散秩大臣覺羅學總管，諡恪。
- 高祖母：納喇氏，侍讀學士色爾登之女，熙良嫡福晉。
- 曾祖父：順承恭郡王泰斐英阿（1728年—1756年），熙良長子，襲封順承郡王，官至正黃旗漢軍都統、左宗正，諡恭。
- 曾祖母：沙濟富察氏，一等公散秩大臣傅文之女，泰斐英阿嫡福晉。
- 祖父：順承慎郡王恒昌（1753年—1778年），泰斐英阿四子，襲封順承郡王，諡慎。
- 祖母：馬佳氏，護軍校馬三泰之女，恒昌庶福晉。

### 父母
- 父：順承簡郡王倫柱（1772年—1823年），襲封順承郡王，官宗室總族長、十五善射，諡簡。
- 嫡母：張佳氏，郎中玉岱之女，倫柱嫡福晉。
- 生母：李佳氏，一等侍衛永泰之女，倫柱側福晉。

### 兄弟
春山排行第四，有三兄、十五弟。
- 春朗（1790年—1801年），嫡張佳氏所生，早卒，無嗣。
- 春凱（1798年—1799年），側曹佳氏所生，早卒，無嗣。
- 春傑（1799年—1805年），嫡張佳氏所生，早卒，無嗣。
- 春佑（1801年—1876年），側馬佳氏所生，封三等鎮國將軍，官至都統內大臣總管內務府大臣。娶他塔拉氏，三等侍衛明壽之女；繼娶鈕祜祿氏，寧夏將軍格布舍之女。
- 春裕（1801年—1805年），嫡張佳氏所生，早卒，無嗣。
- 春慶（1807年—1808年），側馬佳氏所生，早卒，無嗣。
- 春壽（1807年—1808年），側李佳氏所生，早卒，無嗣。
- 春祿（1807年—1868年），庶劉佳氏所生，封三等奉國將軍。娶瓜爾佳氏，二等子慶亮之女；繼娶尚佳氏，山東兗州鎮總兵尚政華之女。
- 春英（1808年—1863年），側馬佳氏所生，封三等鎮國將軍，官至涼州副都統。娶嘎拉嘎斯氏，阿拉善厄魯特旗公銜一等台吉和碩額駙雲敦策登之女；繼娶鈕祜祿氏，贈少卿明善之女，一等承恩公公寶孫女；三娶博爾濟吉特氏，科爾沁左翼中旗郡王銜貝勒鄂勒哲依圖之女。
- 春定（1810年—1867年），側馬佳氏所生，封三等鎮國將軍，官三等侍衛、侍衛班領、佐領。娶博爾濟吉特氏，土謝圖汗部中右旗郡王額駙蘊端多爾濟之女；繼娶他塔喇氏，保慶之女。
- 春靜（1810年—1845年），側李佳氏所生，封三等鎮國將軍，官四等侍衛，無嗣。娶佟佳氏，禮部尚書都統色克精額之女。
- 春安（1811年—1862年），庶曹氏所生，封三等奉國將軍，官三等侍衛。娶完顏氏，慶恩之女；繼娶瓜爾佳氏，塔爾泰之女。
- 春祺（1813年—1816年），庶曹氏所生，早卒，無嗣。
- 春福（1813年—1818年），側李佳氏所生，早卒，無嗣。
- 春貴（1816年—1829年），側李佳氏所生，早卒，無嗣。
- 春益（1817年—1870年），側馬佳氏所生，封三等鎮國將軍。娶黃佳氏，他訥之女；繼娶黃佳氏，富金布之女。
- 春岱（1818年—1883年），庶曹氏所生，封奉恩將軍，官至岫巖城守尉。娶宋佳氏，郎中嵩慶之女；繼娶宋佳氏，嵩慶之女；三娶文佳氏，文寬之女。
- 春瑞（1821年—1861年），庶楊氏所生，封三等奉國將軍，官三等侍衛。娶瓜爾佳氏，多瑞之女。

另有至少十六姊妹。
- 姊妹之一，倫柱第二女，嫡張佳氏所生，封縣主，嘉慶十七年適科爾沁部一等台吉齊默特多布端（齊莫特多普丹）。[41][42]
- 姊妹之一，倫柱第八女，側李佳氏所生，封縣君，道光四年適喀喇沁部二等塔布囊固山額駙汪欽昆扎普（旺沁棍扎布）。[43][44]
- 姊妹之一，倫柱第九女，側李佳氏所生，道光四年適喀喇沁左翼旗二等塔布囊德勒克燦保（德里克桑布）。[44]
- 姊妹之一，倫柱第十女，側李佳氏所生，道光七年適喀喇沁或土默特左翼旗四等塔布囊克蒙額。[45]
- 姊妹之一，倫柱第十一女，側李佳氏所生，封縣君，道光四年適阿拉善親王囊都布蘇隆。[46]
- 姊妹之一，倫柱第十二女，庶曹氏所生，道光六年適科爾沁部公爵巴爾沙禮。[42]
- 姊妹之一，倫柱第十六女，庶李佳氏所生，道光十五年適喀喇沁部塔布囊柯那噶。[47][44]

### 妻室
- 嫡福晉：鈕祜祿氏，三等輕車都尉豐紳宜綿之女，四川總督和琳孫女。
- 側福晉：劉佳氏，一等護衛慶安之女。
- 側福晉：他塔喇氏，一等護衛豐盛額之女。
- 庶福晉：布佳氏，錫朗阿之女。

### 子女
春山育有六子。
- 長子：謙吉（1815年—1817年），嫡鈕祜祿氏所生，早卒，無嗣。
- 次子：謙興（1826年—1846年），庶布佳氏所生，娶博爾濟吉特氏，禮部郎中福瑞之女。無嗣。
- 三子：謙文（1832年—1832年），側劉佳氏所生，早卒，無嗣。
- 四子：謙忠（1844年—1841年），側他塔喇氏所生，早卒，無嗣。
- 五子：慶恩（1839年—1841年），側他塔喇氏所生。襲封順承郡王，娶博爾濟吉特氏，禮部郎中福瑞之女；繼娶伊爾根覺羅氏，工部左侍郎鑲白旗滿洲副都統恆祺之女。
- 六子：慶霖（1849年—1850年），側他塔喇氏所生，早卒，無嗣。

春山育有至少八女。
- 次女，封縣君，道光二十七年適喀喇沁部塔布囊固山額駙吉蘭太（吉蘭泰）。[48][49]
- 三女，庶布佳氏所生，封縣君，道光二十四年適外藩某部一等台吉關保冊楞。[50]
- 七女，側劉佳氏所生，封縣君，咸豐二年許配、十年適敖漢部扎薩克貝子達克沁。[51][52]
- 八女，咸豐五年許配外藩。[53]